# Edgar Wallace
Edgar Wallace (ur. 1 kwietnia 1875 w Londynie, zm. 10 lutego 1932 w Hollywood) – brytyjski pisarz, autor tomu poezji („Songs”, 1895) i licznych, bardzo poczytnych (tłumaczonych na polski) powieści awanturniczo-kryminalnych, np. „The Square Emerald” (1926), „The Terror” (1927), „The Flying Squad” (1928).

## Życiorys
Jako nieślubne dziecko aktorki wychowywał się przygarnięty przez rodzinę tragarza. Naukę zakończył w szkole podstawowej. Pracował od 12. roku życia, a w wieku 18 lat zaciągnął się do Royal West Kent Regiment i służył przez 6 lat w Południowej Afryce. Przez krótki czas był korespondentem Daily Mail, ale został zwolniony pod zarzutem zniesławienia. Całe życie pochłonięty był tym, żeby uciec od smutnych przeżyć dzieciństwa i młodości. Marzył o zrobieniu majątku i wejściu do „wielkiego świata”.
Wszystko to nie zapowiadało jego późniejszej popularności jako pisarza i tego, że pozostawi po sobie blisko 170 powieści, 17 sztuk teatralnych i wiele scenariuszy filmowych napisanych w ciągu dwudziestu ośmiu lat.
Jego wielkim sukcesem była już pierwsza powieść Zemsta Sprawiedliwych (The Four Just Men, 1905). To on był autorem scenariusza do filmu King Kong. Był bardzo pracowitym i płodnym pisarzem – używał wyłącznie dyktafonu, a teksty przepisywała maszynistka.
Zdobył ogromną popularność, ale sukcesu finansowego nie odniósł – pozostawił swoim spadkobiercom blisko 150 tysięcy funtów szterlingów długów.
Przed wojną wydano w Polsce 65 jego powieści, po wojnie tylko kilka. Wszystkie jego utwory objęte były w 1951 roku zapisem cenzury w Polsce, podlegały natychmiastowemu wycofaniu z bibliotek. Ponownie zaczęto go wznawiać na początku lat 90., jednak często były to nieudane skrócone tłumaczenia. Wówczas ukazały się m.in. powieści: Potwór, Straszliwy hotel, Piękna bestia, Upierzony wąż, Drzwi o siedmiu zamkach, Gabinet nr 13.
Od 2011 roku wznawiane są pełne tłumaczenia utworów Wallace’a, wykonywane są również nowe tłumaczenia (m.in. Tajemnica szpilki, Tajemnica samotnego domu).
Edgar Wallace był bardzo poczytny w czasach II Rzeczypospolitej i miał znaczny wpływ na polską literaturę sensacyjno-kryminalną tego czasu. Do Wallace’a odwoływał się często Adam Nasielski we wstępach do swych powieści sensacyjnych, angielski pisarz wpłynął także na jego styl.

## Publikacje

### Powieści afrykańskie
- Sanders of the River (1911)
- The People of the River (1911)
- The River of Stars (1913)
- Bosambo of the River (1914) – pol. Bosambo znad rzeki (1929, 1990)
- Bones (1915) – pol. Bones w dżungli afrykańskiej (1930)
- The Keepers of the King’s Peace (1917) – pol. Strażnicy królewskiego pokoju
- Lieutenant Bones (1918) – pol. Porucznik Bones (1930)
- Bones in London (1921) – pol. Bones w Londynie (1929)
- Sandi the Kingmaker (1922) – pol. Sandi, twórca królów (1929)
- Bones of the River (1923)
- Sanders (1926) – pol. Sanders (1929)
- Again Sanders (1928)

### Seria „Sprawiedliwych”
- The Four Just Men (1905)
- The Council of Justice (1908) – pol. Rada Sprawiedliwych (1930),  Piękna bestia (1992)
- The Just Men of Cordova (1917) – pol. Klub Sprawiedliwych (1930)
- The Law of the Four Just Men (1921)
- The Three Just Men (1925) – pol. Trzej sprawiedliwi (1928, 1944, 2021)
- Again the Three Just Men (1928)

### Powieści awanturniczo-kryminalne
- oAngel Esquire (1908) – pol. Zagadka szulera (2012)
- The Nine Bears (1910)
- The Fourth Plague (1913)
- Grey Timothy (1913)
- The Man Who Bought London (1915) – pol. Człowiek, który kupił Londyn (1930)
- The Melody of Death (1915) – pol. Melodia śmierci (1930, 1937) oraz Pod biczem zgrozy (1929, przeł. F. Mirandola)
- A Debt Discharged (1916) – pol. Fałszerze dolarów (1927) oraz Spłacony dług (1929, 2019)
- The Tomb of T’Sin (1916)
- The Secret House (1917) – pol. Dom pod srebrnym trójkątem (1930) oraz Gniazdo występku (1932, przeł. J. Buchholtz)
- The Clue of the Twisted Candle (1918)
- Down under Donovan (1918)
- The Green Rust (1919) – pol. Zielona rdza (1929)
- Kate Plus 10 (1919)
- The Man Who Knew (1919)
- The Daffodil Mystery (1920) – pol. Tajemnica żółtych narcyzów (1929)
- Jack O’Judgment (1920)
- The Angel of Terror (1922) – pol. Anioł grozy (1930, 1997)
- The Crimson Circle (1922) – pol. Czerwony Krąg (1928, 2013)
- Mr. Justice Maxell (1922)
- The Valley of Ghosts (1922) – pol. Dolina duchów (1929)
- Captains of Souls (1923) – pol. Władca dusz (1929)
- The Clue of the New Pin (1923) – pol. Tajemnica szpilki (2016)
- The Green Archer (1923) – pol. Zielony łucznik (1929, 1992)
- The Missing Million (1923) – pol. Tajemnica zaginionego miliona (1929)
- The Dark Eyes Of London (1924) – pol. Martwe oczy Londynu (2017)
- Double Dan (1924)
- Educated Evans (1924)
- The Face in the Night (1924) – pol. Twarz o zmroku (1929, 2014)
- Room 13 (1924) – pol. Gabinet nr 13 (1928, 1935, 1990)
- The Sinister Man (1924) – pol. Potwór (1928, 1992)
- The Three Oak Mystery (1924) – pol. Tajemnica trzech dębów (1929)
- The Blue Hand (1925) – pol. Niebieska ręka (1929)
- The Daughters of the Night (1925)
- The Fellowship of the Frog (1925) – pol. Bractwo Wielkiej Żaby (1929, 2014)
- The Gaunt Stranger (1925)
- A King by Night (1925) – pol. Król nocy (1929)
- The Mind of Mr. J.G. Reeder (1925) – pol. Poetyczny policjant (1929)
- The Strange Countess (1925) – pol. Zagadkowa hrabina (1930), Hrabina Moron (1990)
- The Avenger (1926) – pol. Łowca głów (1929, 1991)
- The Black Abbot (1926)
- The Day of Uniting (1926)
- The Door with Seven Locks (1926) – pol. Drzwi o siedmiu zamkach (1928, 1990)
- The Joker (1926)
- The Man from Morocco (1926) – pol. Małpa z tykwą (1929), Romans z włamywaczem (1929)
- The Million Dollar Story (1926)
- More Educated Evans (1926)
- The Northing Tramp (1926) – pol. Tajemniczy włóczęga (wyd. odcinkowe 1929-1930 w "Czas", książkowe 2015)
- Penelope of the Polyantha (1926)
- The Square Emerald (1926) – pol. Kwadratowy Szmaragd (1931, 2014)
- The Terrible People (1926) – pol. Szajka Zgrozy (1928, 2014)
- We Shall See! (1926) – pol. Dama z Monte Carlo (1931)
- The Yellow Snake (1926) – pol. Kameleon (1929)
- The Big Foot (1927)
- The Brigand (1927) – pol. Gentleman-bandyta (1929)
- The Feathered Serpent (1927) – pol. Upierzony wąż (1990)
- Flat 2 (1927) – pol. Tajemnica kula (ok. 1930)
- The Forger (1927)
- Good Evans (1927)
- The Hand of Power (1927) – pol. Zagadkowa loża (b.r.)
- The Man Who Was Nobody (1927) – pol. Tajemniczy dżentelmen (1929, 1991)
- The Mixer (1927) – pol. Pogromca hien ludzkich (1929, 2014)
- Number Six (1927) – pol. Numer Szósty (1935, 2014)
- The Ringer (The Gaunt Stranger, 1927) – pol. Człowiek o stu obliczach (1929, 2015)
- The Squeaker (1927) – pol. Demon-szpieg (1929)
- Terror Keep (1927) – pol. Straszliwy hotel (1929, 1992)
- The Traitor’s Gate (1927) – pol. Brama zdrajców (1930, 1991)
- The Double (1928)
- Elegant Edward (1928)
- The Flying Squad (1928)
- The Gunner (1928)
- The Orator (1928)  – pol. Milczący mówca (przed 1939) oraz Mówca (2021)
- The Thief in the Night (1928)
- The Twister (1928)
- Again the Ringer (1929)
- The Big Four (1929)
- The Black (1929)
- The Cat-Burglar (1929)
- Circumstantial Evidence (1929)
- Fighting Snub Reilly (1929)
- For Information Received (1929)
- Forty-Eight Short Stories (1929)
- Four Square Jane (1929)
- The Ghost of Down Hill (1929)
- The Golden Hades (1929)
- The Lone House Mystery (1929) – pol. Tajemnica samotnego domu (2016)
- The Calendar (1930)
- The Hand of Power (1930)
- The Keepers of the King’s Peace (1930) – pol. Strażnicy królewskiego spokoju (1929)
- Silinski – Master Criminal: Detective T.B.Smith (1930)
- The Thief in the Night (1930)
- White Face (1930) – pol. Biała twarz (1991)
- The Clue of the Silver Key lub The Silver Key (1930)
- The Lady of Ascot (1930) – pol. Jaśnie panienka (b.r.)
- The Devil Man (1931)
- The Man at the Carlton (1931)
- The Coat of Arms lub The Arranways Mystery (1931)
- On the Spot: Violence and Murder in Chicago (1931)
- The Ringer Returns lub Again the Ringer (1931)
- Mr J.G. Reeder Returns (1932)
- Sergeant Sir Peter lub Sergeant Dunn, C.I.D. (1932)
- When the Gangs Came to London (1932)
- The Frightened Lady (1933)
- The Green Pack (1933)
- The Mouthpiece (1935)
- Smoky Cell (1935)
- The Table (1936)
- Sanctuary Island (1936)
- Death Packs a Suitcase (1961)
- The Road to London (1986)
- The Jewel
- The Shadow Man

### Inne
- The Mission That Failed (1898)
- War and Other Poems (1900)
- Writ in Barracks (1900)
- Unofficial Despatches (1901)
- Smithy (1905)
- The Council of Justice (1908) – pol. Rada Sprawiedliwych (1929)
- Captain Tatham of Tatham Island (1909)
- Smithy Abroad (1909)
- The Duke in the Suburbs (1909)
- Private Selby (1912)
- The Admirable Carfew (1914)
- Smithy and the Hun (1915)
- Tam Of The Scouts (1918)
- Those Folk of Bulboro (1918)
- The Adventure of Heine (1917)
- The Fighting Scouts (1919)
- The Book of all Power (1921)
- Flying Fifty-five (1922)
- The Books of Bart (1923)
- Chick (1923) – pol. Miś (1934)
- Barbara on Her Own (1926)
- This England (1927)

### Literatura faktu
- Famous Scottish Regiments (1914)
- Field Marshal Sir John French (1914)
- Heroes All: Gallant Deeds of the War (1914)
- The Standard History of the War (1914)
- Kitchener’s Army and the Territorial Forces: The Full Story of a Great Achievement (1915)
- 1925 – The Story of a Fatal Place (1915)
- Vol. 2-4. War of the Nations (1915)
- Vol. 5-7. War of the Nations (1916)
- Vol. 8-9. War of the Nations (1917)
- Tam of the Scouts (1918)
- People (1926)

### Scenariusz
- King Kong (1932, wstępny szkic)

### Sztuki
- The Ringer (1929)
- On the Spot (1930)
- The Squeaker (1930)